# 麻卓民
麻卓民是巴塞罗那第一所中文学校和孔子文化中心的创始人和副主席。他曾经担任青田同乡会秘书长，现今是中文教育基金会主席、中国加泰罗尼亚文化协会主席。
麻卓民在中国已经出版了三本关于西班牙的书籍：《穿越巴塞罗那》、《走近西班牙》和《疯狂西班牙》。这些书籍都在2010年的上海世博会上发行。